# Феликс Лајко
Феликс Лајко (мађ. Lajkó Félix; Бачка Топола, 17. децембар 1974) је музичар и композитор. Свира виолину, цитру, традиционалне жичане инструменте заступљене у Панонији.

## Дискографија

### Албуми
- Most jőttem... (2016)
- Mező (2013)
- A bokorból (2009)
- ("Нада")
- Lajkó Félix 7 (2005)
- Félix (2002)
- Lajkó Félix and his Band (2001) ("Лајко Феликс и његов оркестар")
- Feat. Lajkó Félix (2000)
- Lajkó Félix and his Band: Concert ’98 (1998)
- Lajkó Félix– Attila Lőrinszky: Live at the Academy (1997)
- Lajkó Félix And his Band (1997)
- Noir Désir: 666.667 Club CD (гост) (1996)
- (гост) (1996)
- (1995)
- Mihály Dresch Dudás: Zeng a lélek (1993)